# LocoRoco: Midnight Carnival
LocoRoco: Midnight Carnival – gra komputerowa wydana w 2009 roku przez Sony Computer Entertainment. Jest to kontynuacja gier logicznych LocoRoco i LocoRoco 2, opublikowana wyłącznie na konsoli PlayStation Portable.
Podobnie jak poprzednie części serii: LocoRoco: Midnight Carnival pozwala na kierowanie kolistym stworem, który poprzez toczenie się po planszy ma za zadanie dotrzeć do punktu wyjścia, omijając różne przeszkody i przeciwników. Trzecia część LocoRoco umożliwia graczowi między innymi skoki po ścianach, zdobywanie punktów za samo odbijanie się od ziemi.